# Activités agricoles et qualité des eaux
Le rapport Activités agricoles et qualité des eaux, dit rapport Hénin, est un rapport remis au gouvernement français en 1980 et qui établit la responsabilité des activités agricoles dans la pollution diffuse des eaux par les nitrates, les phosphates et les pesticides. Il est souvent considéré comme marquant symboliquement le début de la prise de conscience, en France, de la pollution des eaux par les nitrates,.

## Contexte de rédaction
Les premières études établissant un lien entre pratiques de fertilisation agricole et pollution des eaux sont publiées aux Etats-Unis, à la fin des années 1960. En France, dans les années 1970, de nombreuses études de cas établissent des liens entre teneur en nitrate des eaux de surface et fertilisation azotée. Le développement de ces études est en particulier lié à l’automatisation de la méthode de mesure des nitrates par colorimétrie, réalisée en 1970 par la station INRA de Laon, qui permet de multiplier les mesures. Néanmoins pour les agronomes français de cette époque, le lien entre fertilisation azotée et pollution des eaux par les nitrates n'est pas encore bien établi, et plusieurs chercheurs le contestent. L'idée alors prédominante est que les agriculteurs ne peuvent pas mettre plus d'engrais que ce que les plantes peuvent absorber, puisque les engrais coûtent cher. Il est également considéré jusqu'à cette époque que le sol a une géométrie fixe, c'est-à-dire qu'il faut au nitrate un temps proportionnel à la distance à parcourir pour atteindre la nappe phréatique. Dans les années 1970 commence à émerger l'idée que le sol pourrait être à géométrie variable, et donc que les nitrates pourraient atteindre rapidement la nappe, dans certaines conditions.
Parallèlement, le début de la rédaction de la directive européenne sur la qualité des eaux, en 1976, met en avant le risque pour la santé humaine que peuvent représenter les nitrates dans l'eau de boisson. À la suite du premier choc pétrolier se développe une prise de conscience du coût énergétique et économique des engrais azotés, et donc une prise de conscience, dans le milieu des agronomes, de la nécessité de réduire les gaspillages.
Pour ce qui est des autres polluants agricoles, même si la dangerosité des pesticides pour les humains et certaines composantes de l'environnement (comme les abeilles) est déjà bien connue, la possibilité qu'ils contaminent les eaux n'est pas évidente. Cela est en partie dû à la difficulté technique de mesurer les concentrations de pesticides dans les eaux. Les problèmes d'eutrophisation liés à la pollution par les phosphates sont bien connus depuis les années 1960, mais comme ils ne présentent pas de risque pour la santé humaine ils sont considérés comme peu importants. La pollution par les phosphates d'origine agricole est considérée comme peu importante, comparé aux phosphates d'origine industrielle et domestique. Les pollutions par les pesticides et les phosphates occuperont d'ailleurs une place réduite dans le rapport Hénin, en comparaison des pollutions azotées.
Dans la société se développe le mouvement écologiste. Du côté des pouvoirs publics, la sécheresse de 1976 en Europe fait prendre conscience des problèmes liés à la question de l'eau. Elle les conduit à demander aux agences de l'eau la réalisation d'un inventaire de la quantité et de la qualité des eaux. Cet inventaire met en évidence l'importance des pollutions aux nitrates. Il entraîne la rédaction d'un plan pour la reconquête de la qualité de l'eau.

## Rédaction
En novembre 1979, sur proposition du Comité National de l'Eau, le Ministère de l'Agriculture et le Ministère de l'Environnement et du Cadre de Vie missionnent l'agronome Stéphane Hénin pour constituer un groupe de travail nommé Activités agricoles et qualité des eaux, composé de représentants des organisations professionnelles, des ministères, de l'INRA, du centre technique du GREF et des agences de bassin. Parmi les organisations professionnelles sont représentés l'assemblée permanente des chambres d'agriculture, la FNSEA, les instituts techniques agricoles, la fédération nationale de l'industrie des engrais et l'union des industries de la protection des plantes. Le groupe de travail, qui comprend une centaine de personnes, est organisé en un groupe plénier et trois sous-groupes : effluents d'élevage, systèmes de culture et produits phytosanitaires. Les participants au groupe de travail ont souligné l'importance de la personnalité de Stéphane Hénin, agronome respecté et très ouvert sur la discipline écologique, qui a fortement influencé la rédaction du rapport.
Le rapport final est remis au Ministère de l'Agriculture à la fin de 1980, mais n'est publié qu'en 1985.

## Principaux éléments
Le rapport est à la fois une synthèse des connaissances scientifiques disponibles à l'époque sur les pollutions de l'eau d'origine agricole, et le résultat d'une négociation entre les différents organismes représentés. Il accorde une grande place à la pollution de l'eau par les nitrates issus de la fertilisation azotée, ainsi qu'aux émission d'ammoniac. Il considère qu'il n'y a pas de pertes de nitrates sous les prairies, ce qui sera remis en cause dès 1984. La place réservée aux pollutions par les phosphates et les pesticides est plus réduite. La possibilité de la pollution des eaux par les pesticides est reconnue, mais le rapport considère que la pollution par les pesticides ne s'observe que dans le cas de mauvaises pratiques d'utilisation de la part des agriculteurs.

## Réception et postérité
Les recommandations du rapport sont à l'origine de la création du Corpen, en 1984.